# Panaxia
Panaxia este un gen de insecte lepidoptere din familia Arctiidae.

## Specii[1]
- Panaxia albimacula
- Panaxia albipuncta
- Panaxia albomarginata
- Panaxia arisana
- Panaxia balcanica
- Panaxia basinigra
- Panaxia bieli
- Panaxia bimacula
- Panaxia bithynica
- Panaxia brunnescens
- Panaxia chosensis
- Panaxia conferta
- Panaxia conjuncta
- Panaxia coreana
- Panaxia costimaculata
- Panaxia crocea
- Panaxia decolorata
- Panaxia diluta
- Panaxia domina
- Panaxia dominula
- Panaxia dominulina
- Panaxia donna
- Panaxia eques
- Panaxia equitalis
- Panaxia fasciata
- Panaxia fedtschenkoi
- Panaxia flavicolor
- Panaxia flavomaculata
- Panaxia flavomarginata
- Panaxia flavoteberdina
- Panaxia formosana
- Panaxia fulgida
- Panaxia hamelensis
- Panaxia hera
- Panaxia histrio
- Panaxia illustris
- Panaxia ingridae
- Panaxia insubrica
- Panaxia italica
- Panaxia juncta
- Panaxia junctasuffusa
- Panaxia kurdistanica
- Panaxia ladakensis
- Panaxia latefasciata
- Panaxia lemnia
- Panaxia lenzeni
- Panaxia luctuosa
- Panaxia lusitanica
- Panaxia lusitanicula
- Panaxia lutea
- Panaxia lutescens
- Panaxia magna
- Panaxia majellica
- Panaxia marita
- Panaxia medionigra
- Panaxia miranda
- Panaxia nepos
- Panaxia nexa
- Panaxia nigra
- Panaxia nigradonna
- Panaxia nigricans
- Panaxia nigriviridis
- Panaxia nuristanica
- Panaxia nyctemerata
- Panaxia ocellata
- Panaxia ochricolor
- Panaxia ochromaculata
- Panaxia paradoxa
- Panaxia paucimacula
- Panaxia perfusca
- Panaxia persica
- Panaxia persona
- Panaxia philippsi
- Panaxia plagiata
- Panaxia plantaginis
- Panaxia plebeia
- Panaxia pompalis
- Panaxia postochrea
- Panaxia principalis
- Panaxia privata
- Panaxia profuga
- Panaxia quadripunctaria
- Panaxia quadripunctata
- Panaxia radiata
- Panaxia regalis
- Panaxia rhodanica
- Panaxia rhodosensis
- Panaxia romanovi
- Panaxia romanowi
- Panaxia rossica
- Panaxia rubroteberdina
- Panaxia saturnina
- Panaxia similis
- Panaxia spaneyi
- Panaxia splendidior
- Panaxia subalpina
- Panaxia subitalica
- Panaxia swanetica
- Panaxia teberdina
- Panaxia tkatshukovi
- Panaxia tripunctaria
- Panaxia tristis
- Panaxia typhlotheisa
- Panaxia venus